# 兵庫県立姫路飾西高等学校
兵庫県立姫路飾西高等学校（ひょうごけんりつ ひめじしきさいこうとうがっこう）は、兵庫県姫路市飾西字側町にある県立高等学校。第4学区
に属するが、高砂市からも通学が可能となっている。通称は「飾西」または「飾西高校」。

## 概要
姫路飾西高等学校は自然に囲まれ、校門から左手に見える「鷹山」（たかやま）はすべてのホームルーム教室から見ることができ、姫路飾西高等学校のシンボルである。

## 沿革

### 年表
| 1984年 | 11月1日  | ・兵庫県立佐用高等学校 佐伯純生教頭が姫路・福崎学区新設高等学校開設準備事務を命ぜられる。 ・開設準備室を兵庫県庁・東庁舎に設置。 |
| 1985年 | 1月1日   | ・校名を「兵庫県立姫路飾西高等学校」と決定。 ・初代校長に佐伯純生が就任。                                                        |
| 1985年 | 4月1日   | 兵庫県姫路市飾西字側町148-2に於いて開校。                                                                                        |
| 1986年 | 3月12日  | 日米高等学校交流プログラム（CIEE主催）を開始。 （以後平成2年まで毎年相互訪問が続く。）                                           |
| 1986年 | 4月1日   | 英語・理数コース各1学級新設。 |
| 1987年 | 8月10日  | プール竣工。 |
| 1988年 | 1月19日  | 校歌・校章披露式開催。 |
| 1991年 | 1月8日   | 西オーストラリア州パース市のケルムスコット高等学校と姉妹校締結。                                                                 |
| 1991年 | 7月1日   | 西オーストラリア州語学研修を開始し、ケルムスコット高等学校を訪問。                                                               |
| 1994年 | 10月29日 | 創立10周年記念式典挙行。 |
| 1998年 | 3月30日  | AT&T主催「バーチャルクラスルーム・コンテスト '97」グランプリを受賞。                                                             |
| 2003年 | 4月1日   | ・英語コースを「グローバル・コミュニケーション・コース」に改編。 ・理数コースを「サイエンス・サーベイ・コース」に改編。          |
| 2004年 | 10月30日 | 創立20周年記念式典挙行。 |
| 2014年 | 11月1日  | 創立30周年記念式典挙行。 |
| 2024年 | 4月1日   | グローバル・コミュニケーション・コース、サイエンス・サーベイ・コースを改編し、STEAM探求科（単位制）を開設。                      |
| 2024年 | 11月9日  | 創立40周年記念式典挙行。 |
| 2025年 | 4月1日   | 普通科（単位制）に移行。 |

## 教育組織
次の教育組織がある。
- 全日制の課程
  - 普通科
    - グローバル・コミュニケーション・コース（GCC）（国際文化（英語）系）
    - サイエンス・サーベイ・コース（SSC）（理数系）

### コースの特長

#### グローバル・コミュニケーション・コース
推薦でのみ入学することができる。また、ほとんどは女子（男子は10人程度）で、1組になる。
コミュニケーション技術という科目があったり、外国人との対談等もある。2年生では文系に進むことになる。

#### サイエンス・サーベイ・コース
推薦でのみ入学することができる。また、ほとんどが男子（女子は10人程度）で、最後の組になる。
WOS（ボス）という理科の高度な実験等をする科目があったり、合宿等もある。2年生では理系に進むことになる。
入学後はGCC・SSCから普通科へ、または普通科からGCC・SSCへは入ることはできない。

## 教育方針

### 開校以来のモットー
- 「紳士淑女たれ」

### 校訓
- 「自律」
  - 理想をめざし、自己を鍛える
- 「協同」
  - 個性を生かし、調和に努める
- 「創造」
  - 英知を磨き、未来を開く

## 学校行事

### 4月
- 入学式

当日は、午前中に2・3年生が出席する着任式と1学期始業式が行われ、午後に新1年生とその保護者、教師が参加する入学式が行われる。入学式に2・3年生は出席しない。
- 新入生歓迎会

新1年生が3年生の間に並び、3年生が1年生に襟章をつけたり、校歌・生徒歌を披露する。
- 離任式

2・3年生が出席し離任する教師が1人ずつ挨拶をする。1年生は出席せず内科検診等をする。
- ケルムスコット高校留学生受け入れ

西オーストラリア州パース市のケルムスコット高等学校から約15名の生徒と教師が約2週間姫路飾西高等学校で、共に授業を受けたりする。「歓迎式典」や「お別れ会」も行われる。

### 6月
- 鷹山祭

二日間に分けて、弁論大会や劇、展示、出店などの催しが行われる。「有志ステージ」というものがあり飾西高校生によるバンド演奏が行われる。他校の生徒は一切参加せず、保護者もあまり来ない。

### 7月
- 球技大会
- 短縮授業

1学期末テストが終わった後1学期終業式まで、50分×4限の授業が行われる。
- 夏季補習（前期）

1学期終業式が終わった後7月末日までの平日に、3年生は希望する人が、1、2年生は必ず補習を受ける。

### 8月
- 夏季補習（後期）

8月下旬の平日に補習が行われる。また、1学期に成績不振科目があると強制的に補習を受けなければいけない。

### 9月
- 体育大会

平日に行われるため他校の生徒は一切参加せず、保護者もあまり来ない。個人競技がほとんどだが、クラス競技として「大縄跳び」がある。

### 12月
- 綱引き大会

1クラスを「男子のみ・女子のみ・混成（各1チーム約10人）」に分け「男子・女子・混成の部」ごとに対戦する。

### 2月
- マラソン大会

姫路飾西高等学校近くの長池や余部駅周辺を男子は8 km、女子は5km走る。このマラソン大会のため、マラソン大会前の体育の授業は全て姫路飾西高等学校周辺を走ることになる。
マラソン大会当日は平日のため観客はほとんどいないが、姫路飾西高等学校敷地内からの生徒からの応援はある。
　　※2013年度より廃止に。
- 卒業式

1、2、3年生全員、保護者、来賓と教師が参加する。

### 3月
- ボランティア活動

## 生徒会活動・部活動など

### 部活動
2005年4月新入生入部前と2006年4月新入生入学後のデータが混在している。また、（）内は入部している生徒の性別を表しているがマネージャーは考慮していない。

#### 運動部
- 野球部（男子のみ）
- 陸上競技部（男女）
- サッカー部（男子のみ）
- 男子バレーボール部
- 女子バレーボール部
- 男子バスケットボール部
- 女子バスケットボール部
- 男子テニス部
- 女子テニス部
- 男子ソフトテニス部
- 女子ソフトテニス部
- 男子バドミントン部
- 女子バドミントン部
- 卓球部（男女）
- 水泳部（男女）
- 柔道部（男女）*2019年廃部
- 剣道部（男女）
- 弓道部（男女）

#### 文化部
- 新聞部（女子のみ）＊2017年廃部
- 茶道部（男女）
- ESS部（男女）
- 書道部（女子のみ）
- 家庭科学部（男女）
- 箏曲部（男女）
- 自然科学部（男女）
- ボランティア部（女子のみ）
- 囲碁・将棋部（男女）*2019年廃部
- 文芸部（女子のみ）過去に男子部員在
- 吹奏楽部（男女）
- PC部（男女）
- 写真映像部（男女）
- 合唱部（男女）
- 華道部（男女）
- 美術部   (男女)
- 演劇部（男女）
- 放送部（男女）

### 生徒会活動
文化発表会や体育大会、綱引き大会までも飾西高等学校で行われる行事ほとんどに関わっている。2005年度に女子生徒の夏服を改定、2006年度にはマフラーの原則自由化、2011年度には女子生徒のタイツ着用可能となった。

## 著名な卒業生
- 北脇太基（日本テレビアナウンサー）